# Saint-Jean-de-Chevelu
Saint-Jean-de-Chevelu là một xã thuộc tỉnh Savoie trong vùng Auvergne-Rhône-Alpes ở đông nam nước Pháp.